# 雙齒無毛水蚤
雙齒無毛水蚤（学名：Nullosetigera bidentata）为無毛水蚤科無毛水蚤屬下的一个种。

## 扩展阅读
- 維基物種上的相關：雙齒無毛水蚤